# Senyoria de Donzy
La senyoria de Donzy fou una jurisdicció feudal a França, al sud d'Auxerre.

## Llista de senyors
- Jofre I senyor de Semur, casat amb Matilde de Chalon, senyora de Donzy
- Herve I de Donzy (+1055), fill
- Jofre II de Donzy, fill (comte de Chalon 1078 compartit amb Guiu de Thiers (+1113) va vendre els seus drets el 1100 i va anar a Terra Santa. Mort vers 1105
- Herve II de Donzy vers 1105-1120, fill
- Jofre III 1120-1157, fill
- Herve III 1157-1187 (fill)
- Herve IV 1187-1222 (fill)
- Agnes de Donzy 1222-1225
- Iolanda 1222-1254, hereva de Nevers el 1250
- Matilde (II) 1254-1262 comtessa de Nevers, Auxerre i Tonnerre, senyora de Borbó i de Donzy
- Unida a Auxerre